# Domagoj
Domagoj je bio knez Primorske Hrvatske od 864. do 876. godine. Utemeljitelj je dinastije Domagojevića.

## Životopis
Smatrajući da se Domagojeva vlast nije dovoljno učvrstila, a vjerojatno želeći pomoći i svrgnutim Trpimirovićima, mletački dužd Urso Particijak napao je mornaricom Hrvatsku 865. godine. Do bitke na kraju nije došlo jer je Domagoj zatražio mir te u zalog dao taoce. Tako su se sporazumjeli da Hrvati ne uznemiravaju mletačke trgovačke brodove pri plovidbi uz istočni Jadran.
Sicilski Arapi su za vrijeme Domagojeve vladavine zavladali glavnim pomorskim točkama  južnog Sredozemlja. Arapi 866. godine opsjedaju Dubrovnik, ali su odustali 867. godine pred dolaskom bizantske mornarice.
Domagoj je pomogao franačkom caru Ludoviku II. (869.–871.) da zauzme Bari, koji su prije osvojili i neko vrijeme držali Arapi. Bari je zauzet 2. veljače 871., a u mornarici kneza Domagoja sudjelovali su i dubrovački brodovi. Tadašnji hrvatsko-dubrovački pomorski savez prva je pouzdana veza Dubrovnika s kasnijom narodnom i državnom maticom.
U to vrijeme Domagojev boravak pod Barijem iskoristio je Bizant koji je sa svojom mornaricom napao i pokorio Neretvane. Bazilije je napao i opljačkao hrvatsku obalu te je zarobio brojne osobe, a Neretvani su bili pokoreni i pokršteni. Domagoj je sa svojom mornaricom utro put hrvatskom odbacivanju Bizanta te je usmjerio prema Zapadu i samostalnosti.
Godine 874., podigla se urota potaknuta iz Bizanta protiv Domagoja. Tom je prilikom jedan od vođa urotnika sklonio u svećenika Ivana, koji je bio u kneževoj službi. Domagoj je obećao Ivanu kako će mu sačuvati život, ali ga je, nakon što je Ivan otišao na put, dao smaknuti. Kako je Ivanu bilo onemogućeno obavljati svećeničku službu te je bio smatran izopćenikom požalio se papi u Rimu. Papa Ivan VIII. vratio ga je 875. godine u Hrvatsku uz popratno pismo. Papa je u pismu preporučio Domagoju da ubuduće urotnike ne osuđuje na smrt, nego da ih progna. Pismo je papa naslovio „Slavnomu knezu Domagoju” (lat. Domagoi duci glorioso). Prema nekima, pogubljeni urotnik bio je Petar Trpimirović.
Iduće godine kad su Arapi ponovo napadali bizantske gradove u Dalmaciji, Hrvati i Neretvani vratili su im istom mjerom, tako što su ponovo počeli napadati tuđe brodove i to posebno mletačke, jer su Mlečani bili bizantski podanici te jer su prodavali zarobljene Hrvate u roblje. Sukobi su bili tako česti da je kneza Domagoja i sam papa Ivan VIII. u onom istom pismu tražio da obuzda napade svojih pomoraca. Sljedećih godinu dana nastupilo je stanovito primirje, ali su međusobni sukobi se ponovno nastavili na području istarskih gradova.
Domagoj je umro 876. godine. Kroničar Ivan Đakon njegovu smrt popratio je riječima:
Zatim je, poslije smrti Domagoja, najgorega kneza Slavena (Hrvata) (mortuo Domogoi, Sclavorum pessimo duce), gospodin dužd Urso i njegov sin Ivan sa Slavenima (Hrvatima) sklopio mir i slogu. Ipak, protiv Neretvana, s kojima je bio u neprijateljstvu, pošalje vojsku.
Domagoja su naslijedili njegovi sinovi, a jedino se zna ime najstarijeg sina Inoslava.
Domagoj se spominje i u mletačkoj kronici Corona Venetorum, sastavljenoj od dvaju kronika iz 15. i 16. stoljeća kao „princ Neretvana” (Domoghoi, prinze de Narentani).

## Počasti
- Ulica kneza Domagoja u Zagrebu, Velikoj Gorici, Slavonskom Brodu, Mostaru, Širokom Brijegu, Posušju, Čapljina, Stocu i Neumu.[6][7]
- Obala kneza Domagoja u Splitu i Zadru.[6]
- Karate klub „Knez Domagoj”, Metković.
- Hrvatsko katoličko akademsko društvo „Domagoj”.
- Spomenik „Domagojevi strijelci” u Vidu kod Metkovića.
- Kameni reljef „Domagojevi strijelci”, Ivan Meštrović (1955.)[8]
- Prva hercegovačka brigada „Knez Domagoj” HVO – Čapljina[9]
- 50. domobranska pukovnija „Knez Domagoj” HVO – Čapljina[9]
- Povijesna postrojba „Domagojevi strijelci”, Vid
- Red kneza Domagoja s ogrlicom

## Poveznice
- Pismo pape Ivana VIII. knezu Domagoju